# Église Sainte-Thérèse-de-l'enfant-Jésus de Villers-lès-Nancy
Pour les articles homonymes, voir église Sainte-Thérèse-de-l'Enfant-Jésus.
L’église Sainte-Thérèse-de-l'Enfant-Jésus est une église française dans le parc du Placieux à Villers-lès-Nancy. Elle est dédiée à sainte Thérèse de l'Enfant-Jésus. Sa construction s'est étendue de 1930 à 1934.

## Histoire
L'église est au cœur du parc du Placieux, le lotissement le plus ambitieux de l'entre-deux-guerres dans l'agglomération nancéienne.
Dès 1927, l'évêché de Nancy souhaite créer une quinzième paroisse dédiée à sainte Thérèse avec, pour centre, une cité ecclésiastique au Placieux. On prévoit la plus grande église de l'agglomération mais aussi un presbytère, une école religieuse (vite abandonnée), une salle d'œuvre, puis une maison de repos pour les prêtres âgés.
Jules Criqui est naturellement choisi pour dessiner cet ensemble puisqu'il est l'architecte de l'évêché de Nancy.

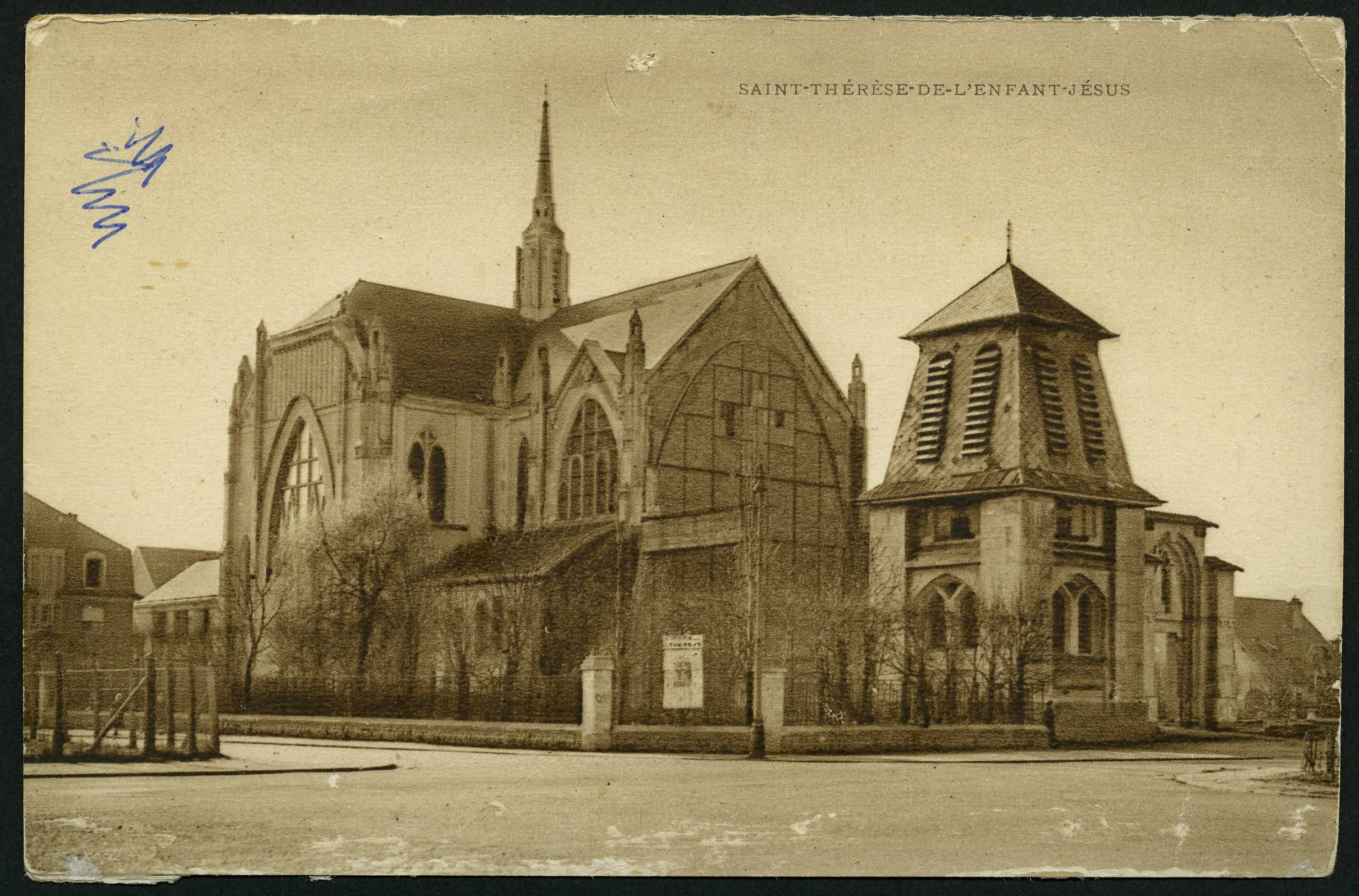
Sépia de l'église, inachevée, avant 1940.

La construction commence en 1930, financée par souscription. Mais la crise économique assèche les dons et, de plus, l'évêché préfère se consacrer à la construction de l'imposant Grand Séminaire de l'Asnée, commencé en 1934. Cette même année, le chantier de l'église s'interrompt ; la nef est fermée par un mur de brique tandis que le portail et le clocher sont à peine ébauchés.
Des travaux complémentaires, inachevés eux aussi, de l'architecte Maurice Baier, ont eu lieu dans les années 1970 pour donner une nouvelle façade à l'église et reprendre le clocher,.

## Architecture
Jules Criqui, l'architecte de l'évêché de Nancy et Toul durant l'entre-deux-guerres, s'inscrit dans la tradition de l'éclectisme. Cette doctrine architecturale, née au XIXe siècle, consiste à puiser de multiples références dans le passé, à les combiner tout en les modernisant, le tout à des fins rhétoriques.
L'église Sainte-Thérèse rassemble ainsi deux grands styles de l'église en France : le roman et le gothique. De ce dernier style, on peut observer les pinacles stylisés. Le choix de l'arc parabolique, s'il s'explique par des raisons techniques, est aussi une façon de moderniser l'arc brisé. Enfin, toujours dans ce souci de modernisation, la rose Art déco est omniprésente. Ce troisième style, typique de l'entre-deux-guerres, est perceptible dans la géométrisation à l'œuvre sur de nombreux détails architecturaux. Finalement, l'église correspond à la rhétorique de l'évêché de l'époque : un pied dans la tradition et un pied dans la modernité.
L'église est aussi une prouesse technique : l'entreprise France-Lanord et Bichaton, principal entrepreneur de la région et lotisseur du parc du Placieux, a mis en œuvre une impressionnante ossature en béton armé. Le choix de la forme parabolique facilite le transfert des charges vers le sol.